# Sybra clara
Sybra clara là một loài bọ cánh cứng trong họ Cerambycidae.